# Archanara hessei
Archanara hessei là một loài bướm đêm trong họ Noctuidae.